# Östorp och Ådran
Östorp och Ådran – miejscowość (tätort) w Szwecji, w regionie administracyjnym (län) Sztokholm, w gminie Huddinge.
Według danych Szwedzkiego Urzędu Statystycznego liczba ludności wyniosła: 242 (31 grudnia 2015), 249 (31 grudnia 2018) i 240 (31 grudnia 2019).